# Liste der Baudenkmäler in Burgheim
Auf dieser Seite sind die Baudenkmäler in dem oberbayerischen Markt Burgheim zusammengestellt. Diese Tabelle ist eine Teilliste der Liste der Baudenkmäler in Bayern. Grundlage ist die Bayerische Denkmalliste, die auf Basis des Bayerischen Denkmalschutzgesetzes vom 1. Oktober 1973 erstmals erstellt wurde und seither durch das Bayerische Landesamt für Denkmalpflege geführt wird. Die folgenden Angaben ersetzen nicht die rechtsverbindliche Auskunft der Denkmalschutzbehörde.

## Baudenkmäler nach Gemeindeteilen

### Burgheim
| Lage                             | Objekt                                            | Beschreibung | Akten-Nr.              | Bild                                    |
| -------------------------------- | ------------------------------------------------- | --- | ---------------------- | --------------------------------------- |
| Bahnhofstraße 1 (Standort)       | Schurrihaus                                       | Ehemaliges Gut der Hofmark Burgheim, sogenanntes Schurrihaus, eingeschossig mit Steilsatteldach und verputztem Fachwerkgiebel, zweite Hälfte 17. Jahrhundert; querstehender Stadel, 17./18. Jahrhundert. | D-1-85-125-5 Wikidata  | Schurrihaus                             |
| Georgistraße 25 (Standort)       | Ehemaliges Wohnwirtschaftsgebäude einer Hofstelle | Kleinhaus, eingeschossiger giebelständiger Satteldachbau, frühes 19. Jahrhundert, später erweitert | D-1-85-125-47          | BW                                      |
| Georgistraße 30, 30 a (Standort) | Katholische Kapelle St. Georg                     | dreiseitig geschlossener Chor, südseitig Turm mit Zeltdach, 1626; mit Ausstattung; ehemaliges Schwesternhaus und ehemalige Klosterschule der Armen Schulschwestern, zweigeschossiger Traufseitbau, an der Stelle des Langhauses, 1858. | D-1-85-125-7 Wikidata  | Katholische Kapelle St. Georg           |
| Marktplatz 1 (Standort)          | Haustür                                           | Aufgedoppelte Tür in profiliertem Gewände, mit Spion, wohl zweite Hälfte 16. Jahrhundert. | D-1-85-125-8 Wikidata  | Haustür                                 |
| Marktplatz 7 (Standort)          | Gasthaus                                          | Kernbau in Traufstellung mit Schweifgiebel nach Westen und Rauputzgliederung, im Kern barock und Mitte 19. Jahrhundert. | D-1-85-125-9 Wikidata  | Gasthaus                                |
| Marktplatz 13 (Standort)         | Rathaus                                           | Freistehender zweigeschossiger Bau mit Putzgliederung und Ziergiebel, 1860. | D-1-85-125-10 Wikidata | Rathaus                                 |
| Marktplatz 22 (Standort)         | Ehemaliger Postgasthof mit Posthalterei           | Stattlicher zweigeschossiger Walmdachbau mit Treppengiebel-Risalit, Vortreppe und Hofeinfahrt, drittes Viertel 19. Jahrhundert. | D-1-85-125-11 Wikidata | Ehemaliger Postgasthof mit Posthalterei |
| Pfarrgasse 3 (Standort)          | Katholische Pfarrkirche St. Cosmas und Damian     | Saalkirche, Chor 15. Jahrhundert, Langhaus Anfang 18. Jahrhundert, Turm Ende 16. Jahrhundert; mit Ausstattung. – Ehemalige Kreuzkapelle, seit 1948 Kriegergedächtniskapelle, im Kern wohl 17. Jahrhundert; mit Ausstattung. – Friedhofsmauer, zweite Hälfte 17. Jahrhundert; Friedhofstor, mit drei Heiligenfiguren im Giebelfeld, zweite Hälfte 17. Jahrhundert. | D-1-85-125-1           | weitere Bilder                          |

### Biding
| Lage                 | Objekt                              | Beschreibung | Akten-Nr.              | Bild                                |
| -------------------- | ----------------------------------- | --- | ---------------------- | ----------------------------------- |
| Biding 10 (Standort) | Katholische Filialkirche St. Martin | Saalkirche, Chor und Turm zweite Hälfte 15. Jahrhundert, Langhaus erste Hälfte 17. Jahrhundert; mit Ausstattung; Friedhofsmauer, wohl 17. Jahrhundert. | D-1-85-125-13 Wikidata | Katholische Filialkirche St. Martin |

### Dezenacker
| Lage                           | Objekt                                | Beschreibung | Akten-Nr.              | Bild                                  |
| ------------------------------ | ------------------------------------- | --- | ---------------------- | ------------------------------------- |
| Thüringer Straße 14 (Standort) | Katholische Pfarrkirche St. Elisabeth | Chorturmkirche, Saalkirche, Turm und südliche Langhauswand 1479, 1749 Erweiterung des Langhauses nach Norden und Barockisierung, 1923/24 Verlängerung; mit Ausstattung. | D-1-85-125-15 Wikidata | Katholische Pfarrkirche St. Elisabeth |
| Kirchenbreite (Standort)       | Feldkapelle                           | Kleiner Walmdachbau, 18. Jahrhundert. | D-1-85-125-17 Wikidata | Feldkapelle                           |

### Eschling
| Lage                | Objekt                                           | Beschreibung                                                                         | Akten-Nr.              | Bild           |
| ------------------- | ------------------------------------------------ | ------------------------------------------------------------------------------------ | ---------------------- | -------------- |
| Eschling (Standort) | Katholische Filialkirche St. Johannes Evangelist | Saalkirche, im Kern spätromanisch, Mitte 17. Jahrhundert erweitert; mit Ausstattung. | D-1-85-125-18 Wikidata | weitere Bilder |

### Illdorf
| Lage                                                     | Objekt                                          | Beschreibung | Akten-Nr.              | Bild           |
| -------------------------------------------------------- | ----------------------------------------------- | --- | ---------------------- | -------------- |
| Holzkirchener Straße 10 (Standort)                       | Dreiseithof                                     | Bauernhaus, eingeschossiger Satteldachbau mit Zwerchhaus, drittes Viertel 19. Jahrhundert; nördlich Scheune, drittes Viertel 19. Jahrhundert; westlich Wirtschaftsgebäude, drittes Viertel 19. Jahrhundert. | D-1-85-125-20 Wikidata | Dreiseithof    |
| Kirchenweg 9 (Standort)                                  | Katholische Pfarrkirche St. Johannes der Täufer | Saalkirche, erbaut 1723, Turmunterbau romanisch, 1776 erhöht; mit Ausstattung. | D-1-85-125-19 Wikidata | weitere Bilder |
| Kapellenäcker (an der Straße Burgheim - Buch) (Standort) | Wegkapelle                                      | Kleiner Satteldachbau, erbaut 1840 | D-1-85-125-21 Wikidata | Wegkapelle     |

### Kunding
| Lage                       | Objekt                              | Beschreibung                                                                  | Akten-Nr.              | Bild                                |
| -------------------------- | ----------------------------------- | ----------------------------------------------------------------------------- | ---------------------- | ----------------------------------- |
| Helenenstraße 5 (Standort) | Katholische Filialkirche St. Helena | Saalkirche, 15. Jahrhundert, Erweiterung um 1700, Turm 1866; mit Ausstattung. | D-1-85-125-22 Wikidata | Katholische Filialkirche St. Helena |

### Längloh
| Lage                  | Objekt                             | Beschreibung | Akten-Nr.              | Bild                               |
| --------------------- | ---------------------------------- | --- | ---------------------- | ---------------------------------- |
| Längloh 11 (Standort) | Katholische Filialkirche St. Maria | Chor und Turm Ende 15. Jahrhundert, Langhaus 1762, Turmaufsatz 1876; mit Ausstattung; Friedhofsmauer, Backstein und Bruchstein, 17./18. Jahrhundert, Ostmauer 1995 erneuert. | D-1-85-125-23 Wikidata | Katholische Filialkirche St. Maria |

### Leidling
| Lage                           | Objekt                            | Beschreibung                                                                               | Akten-Nr.              | Bild                              |
| ------------------------------ | --------------------------------- | ------------------------------------------------------------------------------------------ | ---------------------- | --------------------------------- |
| Bidinger Straße (Standort)     | Wegkapelle                        | 18./19. Jahrhundert; an der Straße nach Biding.                                            | D-1-85-125-26 Wikidata | Wegkapelle                        |
| Sinninger Straße 27 (Standort) | Katholische Pfarrkirche St. Georg | Chorturmkirche, Chorturm um 1400, Langhaus zweite Hälfte 17. Jahrhundert; mit Ausstattung. | D-1-85-125-25 Wikidata | Katholische Pfarrkirche St. Georg |

### Moos
| Lage                         | Objekt            | Beschreibung                                                             | Akten-Nr.              | Bild              |
| ---------------------------- | ----------------- | ------------------------------------------------------------------------ | ---------------------- | ----------------- |
| Felsenspitzstraße (Standort) | Kapelle St. Maria | kleiner Satteldachbau mit Dachreiter, im Kern von 1830; mit Ausstattung. | D-1-85-125-27 Wikidata | Kapelle St. Maria |

### Ortlfing
| Lage                                         | Objekt      | Beschreibung                                                                               | Akten-Nr.              | Bild           |
| -------------------------------------------- | ----------- | ------------------------------------------------------------------------------------------ | ---------------------- | -------------- |
| Kapellenstraße 8 (Standort)                  | Wegkapelle  | Kleiner Satteldachbau, 18./19. Jahrhundert; an der Straßengabel Biding-Illdorf.            | D-1-85-125-31 Wikidata | Wegkapelle     |
| Stefanstraße 10 (Standort)                   | St. Stephan | Katholische Pfarrkirche, Saalkirche, erbaut 1760, Turm 1671, erhöht 1735; mit Ausstattung. | D-1-85-125-28 Wikidata | weitere Bilder |
| Anger (an der Straße nach Biding) (Standort) | Wegkapelle  | 18./19. Jahrhundert                                                                        | D-1-85-125-30          | Wegkapelle     |

### Schnödhof
| Lage                 | Objekt  | Beschreibung                                     | Akten-Nr.              | Bild    |
| -------------------- | ------- | ------------------------------------------------ | ---------------------- | ------- |
| Hochweide (Standort) | Kapelle | Walmdachbau, 1954; mit historischer Ausstattung. | D-1-85-125-32 Wikidata | Kapelle |

### Straß
| Lage                                              | Objekt                            | Beschreibung | Akten-Nr.              | Bild                              |
| ------------------------------------------------- | --------------------------------- | --- | ---------------------- | --------------------------------- |
| Am Weiherbach (Standort)                          | Wegkapelle                        | Ecce-Homo, 19. Jahrhundert | D-1-85-125-37 Wikidata | Wegkapelle                        |
| Neuburger Straße 12 (Standort)                    | Pfarrhaus                         | Zweigeschossig mit horizontaler Gliederung und überstehendem Walmdach, bezeichnet mit dem Jahr 1828 (Bauinschrift). | D-1-85-125-34 Wikidata | Pfarrhaus                         |
| Neuburger Straße 13 (Standort)                    | Katholische Pfarrkirche St. Maria | Saalbau, Turm wohl 14. Jahrhundert, Neubau um 1400, verlängert 1761; mit Ausstattung. | D-1-85-125-33 Wikidata | Katholische Pfarrkirche St. Maria |
| Neuburger Straße 16 (Standort)                    | Ehemaliges Feuerwehrhaus          | massiver Satteldachbau mit geschweiftem Giebel und Schlauchturm in Form eines Dachreiters, um 1896, 1911 (bezeichnet) renoviert; mit Ausstattung                                                                             | D-1-85-125-44          | Ehemaliges Feuerwehrhaus          |
| Neuburger Straße 19 (Standort)                    | Zwei Rundtürme                    | Reste der Schloßummauerung, Anfang 17. Jahrhundert. | D-1-85-125-35 Wikidata | Zwei Rundtürme                    |
| Neuburger Straße 27 (Standort)                    | Ehemalige Mühle                   | Eingeschossiges Mühlengebäude mit Steildach, 18. Jahrhundert, mit technischer Ausstattung; mit gleicher Firsthöhe angeschlossen Wohnhaus, zweigeschossiger Satteldachbau, wohl im 19. Jahrhundert erneuert bzw. aufgestockt. | D-1-85-125-40 Wikidata | Ehemalige Mühle                   |
| Reißberg (an der Straße nach Leidling) (Standort) | Wegkapelle                        | Kleiner Satteldachbau, 18. Jahrhundert | D-1-85-125-36 Wikidata | Wegkapelle                        |

### Wengen
| Lage                    | Objekt                              | Beschreibung | Akten-Nr.              | Bild           |
| ----------------------- | ----------------------------------- | --- | ---------------------- | -------------- |
| Dorfstraße 9 (Standort) | Katholische Pfarrkirche St. Ottilia | Saalkirche, Turm mittelalterlich, 16./17. Jahrhundert, 1913 verlängert; mit Ausstattung.                                 | D-1-85-125-38 Wikidata | weitere Bilder |
| Schulweg 2 (Standort)   | Bauernhaus                          | Eingeschossiges Bauernhaus mit Steilsatteldach, drei Giebelgesimsen und Erker über getreppten Konsolen, 18. Jahrhundert. | D-1-85-125-39 Wikidata | BW             |

### Keinem Gemeindeteil zugeordnet
| Lage                             | Objekt | Beschreibung | Akten-Nr.     | Bild |
| -------------------------------- | --- | --- | ------------- | ---- |
| Gemeindeholz; Im Gemeindeholz () | Ehemaliges Militärisches Forschungsinstitut, sogenanntes Geheimlabor der Deutschen Versuchsanstalt für Luftfahrt (DVL) | ehemalige Gebäude in Betonbauweise, um 1944, teils nicht vollendet oder in Rudimenten erhalten; unmittelbar benachbart dem um 1935 angelegten Großtanklager der Luftwaffe | D-1-85-125-45 |      |